# ONE OK ROCK
ONE OK ROCK（ワンオクロック）は、日本のロックバンド。所属事務所は株式会社10969（2021年4月1日にアミューズから独立）。レーベルは日本国内ではワーナーミュージック・ジャパン、海外ではフュエルド・バイ・ラーメン。略称は「ワンオク」。

## バンド名「ONE OK ROCK」
「ワン オク ロック」と読むが、英語インタビューされた場合は「ワン・オウケイ・ラック」と言っている。
料金安価な深夜パックの毎週末・午前1時（one o'clock）に練習スタジオ入りしている結成当時に、o'clock部分をOKとROCKに置き換え「ひとつの良いロック」にかけて「ONE OK ROCK」と命名。

## メンバー

### Taka
Taka（タカ、本名：森内貴寛（もりうち たかひろ）、1988年4月17日 - ）。東京都出身。ボーカル担当。

### Toru
Toru（トオル、本名：山下亨（やました とおる）、1988年12月7日 - ）。大阪府出身。ギターを担当。
バンドのリーダー。5人編成時代はサイドギター&ヴォーカルだったが、Alex脱退後に4人編成となったのを機にリードギターとなる。初期はラップも担当していた。作曲のほか、「努努-ゆめゆめ-」などでは作詞も行っている。
両親と6歳年上の兄との4人家族。
2021年12月28日、女優の大政絢と結婚したことを自身のインスタグラムで発表した。交際発覚は2021年1月1日。
2025年1月9日、女優で妻の大政絢が自身のインスタグラムを通じて、夫婦間で第一子を授かったことを発表した。5月7日、妻の大政が自身のインスタグラムを通じて、第一子男児が誕生したことを発表した。

#### 経歴

##### 幼少期
- 小学校3年生の時に習い始めたダンス教室（Caless Vocal & Dance School）で1学年下のRyotaと出会う。2年後、ToruとRyotaを含む男子4人が選抜され、HEADSというキッズストリートダンスチームが作られ、週末ごとに新幹線で上京し、歩行者天国などでパフォーマンスを行うようになる。
- 小学生のときにDragon Ashのライブを見る機会があり、Kjに「俺も大人になったらバンドやる」と話している[14]。後年、ONE OK ROCKのToruとして再会し、その時の小学生だと知ったKjを驚かせた。

##### バンド時代
- 所属事務所はアミューズで、小6の夏にはCDデビューも果たし、メディアにも登場していたが、事務所の勧めで中3で上京してまもなく、レコード会社に契約を打ち切られてしまう。
- そんな時にマネージャーからロックを聴かされ、RIZEのライブなどに頻繁に出向くようになり、2005年（高2）の4月、Ryotaをベースに、同級生のYouをドラムに、上級生のAlexをリードギターに、自らはサイドギターとヴォーカルを担当しバンドを結成。同時期、友人を介してTakaのライブを見に行き、その声と歌唱力に圧倒されその場でメインヴォーカルに勧誘。強引に了解を取り付け、5人編成となって本格的にバンド活動を開始する。
- バンド結成当時は、Takaとともにライブハウスに売り込みに行っても以前の経歴による偏見などから断られることも多かった[15]が、バンドを急成長させるためできる限りライブの予定を入れ（結成から1年半の間に40本弱[16]）、前日にはメンバー一人一人に長文の熱いメールを送っていた。

#### 人物
- アヴリル・ラヴィーンの大ファンで、アヴリル来日時にバンドでの対談が実現した。
- 公式サイトでダイアリーが連載されていた当時、Tomoyaに「兄さん」と書かれたことがあり、以降ファンの間での通称のひとつとなった。またTakaからは「Toruさん」と、さん付けで呼ばれることが多い。
- メンバー4人中、唯一タトゥーを入れていない。

- 連続テレビドラマ『Sh15uya』（2005年1月 - 3月、テレビ朝日） - リュウゴ 役[17]
- 『仮面ライダー響鬼』（2005年1月 - 2006年1月、テレビ朝日） - 京介の前の学校の知り合いA 役[17]

#### 使用ギター
- PRS Custom24 10top
- PRS Custom22 20th anniversary
- PRS McCarty
- PRS McCarty Artist package
- PRS McCarty Singlecut 594 Private Stock
- PRS McCarty Limited Edition
- PRS SCJ Thinline McCarty
- PRS Original TTR
- PRS Silver Sky
- PRS S2 Custom24 Egypitan Gold
- Gibson Les Paul
- Gibson Les Paul Custom
- Fender Stratocaster
- Fender Jazzmaster

### Ryota
Ryota（リョウタ、本名：小浜良太（こはま りょうた）、1989年9月4日 - ）。大阪府出身。ベースを担当。
両親と3歳年上の姉の4人家族。

#### 経歴

##### 幼少期
- 姉が通っていたCaless Vocal & Dance Schoolに、幼稚園年長から参加。
- 小学2年の時に、一学年上のToruが同ダンススクールに入ってきて、その後ともに四人組ダンス＆ラップユニットHEADSのメンバーに選抜される。
- 中学生まではダンス漬けの毎日で、毎週末、大阪から新幹線で上京して表参道などでHEADSとしてパフォーマンスしていた。
- Ryota個人としては1996年 全日本ストリートダンスコンテスト西日本地区大会3位、大阪マリンフェスティバルダンスコンテスト優勝、1997年 ヤマハティーンズフェスティバル特別賞・パフォーマンス賞 を受賞。
- HEADSとしても1999年 にATCオズダンスコンテストで優勝した。

##### バンド時代
- 小6でCDデビューし、中2の時メンバー全員で上京しアミューズの寮に入るが、まもなくHEADSは活動休止に入り、その後解散。一年後、新たに6人のダンスチームに再編成されて、RyotaもToruもそこに組み込まれてしまう。しかしすでにバンドに気持ちが移っていたToruから、グッド・シャーロットやバステッドなどを勧められ、バンドに誘われ、ベースを渡される。
- バンドには全く関心がなかったが、ここまでずっと一緒にやってきたToruが言うならやってみようと、Toruと一緒にいたい一心から一大決心。Toruと費用を出し合い録音機材を購入し、木村和夫に師事しベースの練習をはじめた。
- バンド結成当初はメンバー中最年少だったために自分の気持ちを抑え込みがちで、ベースを続ける意味もわからなくなり行き詰まったが、Toruにレッド・ホット・チリ・ペッパーズを教えられ、フリーのベーススタイルに開眼して、ベースが好きになった。またTakaはじめメンバーに励まされ、Tomoyaの加入でバンドにも馴染んで、バンドのムードメーカー的存在に。

#### 人物
- GLAYのJIROに憧れていて、立っているだけでカッコいい、存在感のあるベーシストを目指している。
- Takaのことは苗字からとって「森ちゃん」と、Tomoyaのことは「ともくん」と呼んでいる。
- メンバーの中で一番運動神経が良く、バック転やバック宙、リフティング、アクロバットができる。
- ライブでは頻繁に上半身裸になっている。
- Taka曰く、「超ピュアで人として何の汚れもない。尊敬できるところがたくさんある。彼を見てると、辛い事や嫌な事が軽くなる。僕にとって空気清浄機のような存在」[18]。
- 2017年2月19日、「ONE OK ROCK 2017 "Ambitions" JAPAN TOUR」の初日公演で、アヴリル・ラヴィーンの実妹であるミシェルと結婚した事を発表[19]。
- 2017年10月22日、第1子女児の誕生を報告[20]。

### Tomoya
Tomoya（トモヤ、本名：神吉智也（かんき ともや）、1987年6月27日 - ）。兵庫県高砂市荒井町出身。ドラムスを担当。
両親と、3歳上の兄と3歳下の妹がいる。

#### 経歴

##### 幼少期
- 中学で吹奏楽部に入り、打楽器全般をマスター。メトロノームにはまり、朝練で机にゴムパッドを敷いてメトロノームを前にひたすら叩き、昼休みにまた叩く、といった修行のような基礎練習を自らに課し、日々励んでいた。

##### バンド時代
- 高砂市立荒井中学校時代は成績が良く、生徒会で書記もしていた。兵庫県立加古川西高等学校に進学後、中学時代の友人に誘われ、バンド「マリオネットキング」に加入、卒業後は上京して音楽の専門学校に行くと決め、そこからは全く勉強をしなくなった。
- 入学した音楽の専門学校ESPミュージカルアカデミーで、バンドマンでもあった講師から「先日対バンしたバンドがドラマーを捜している。今凄く頑張ってるやつらだから一度会ってみてはどうか」と勧められ、サポート期間を経てメジャーデビューの1ヶ月前に正式に加入。

#### 人物
- 緻密さと同時にダイナミックなグルーブ感も持ち合わせ、感情的で地音の大きなドラミングは評価が高い。Taka曰く「うちのドラマーは天才」。
- 日本で一番好きなドラマーはPay money To my PainのZAX。一打に命を賭け、魂を削って叩いている感じに感動した[21]。
- UNISON SQUARE GARDENの鈴木貴雄や凛として時雨のピエール中野、RADWIMPSの山口智史など、様々なバンドのドラマーと仲が良い。
- 自他ともに認めるドMで、ドキュメンタリー映画『FOOL COOL ROCK! ONE OK ROCK DOCUMENTARY FILM』では自らイジられに行ってる場面も。本人は「最年長だからイジられてあげてるだけ」と言っているが、実は空気を緩和する役割を買って出ている節もあることを、同映画の監督である中野裕之が証言している[22]。
- 卓球、野球、テニスなど球技全般が得意。また、2013年には42.195kmのフルマラソンを4時間半で完走した[23]。
- 2021年3月26日、第3子誕生を自身のInstagramで報告。
- 同年12月22日、自身のYouTubeチャンネル「TOMOYA STUDIO」を開設。セルフカバー動画と、その解説の動画を投稿している。

### 旧メンバー
- You（ユウ）（2006年7月1日脱退） - Drums。現在は本名の小柳友名義で俳優として活動。著名な家族 としてBro.TOM（ブラザー・トム）（父）、小柳心（兄）がいる。バンド名の名付け親である。
- Alex（アレク）（2009年5月13日脱退） - Guitar。ファッションモデルとしても活動していた。主にリードギターを担当。現在はカメラマン。赤のGibson sgを使っていた。

## 来歴
2005年
- 4月 - Toru（ボーカル・ギター）を中心に、幼馴染のRyota（ベース）、1個上の先輩であるAlex（ギター）、同級生のYou（ドラムス）の4人で原型となるバンドを結成。
- 5月 - Taka（ボーカル）がバンドに加入し5人編成となる。
- 7月29日 - 初ライブ前日のリハーサルでバンド名がONE OK ROCKに決定。
- 7月30日 - 渋谷eggmanにてNEW POWER GENERATION Vol.3に出演。
- 12月 - 手売り用のCDを作るにあたり初めてのRECを行う。
- 12月21日 - 高円寺GEARにて自主制作盤デモCD『Do you know a Christmas?』をリリース。

2006年
- 7月1日 - You（ドラムス）が俳優を目指すためバンドを脱退。六本木Morphにてラストライブを行う。
- 7月26日 - 1stミニアルバム『ONE OK ROCK』をリリースし、Zumaniaよりインディーズデビュー。
- 8月1日 - 31日、関東近郊ツアーを行う。うち21日渋谷O-WEST。
- 8月26・27日 - THE 夢人島 Fes.に出演。初のフェス参加となる。
- 9月23日 - 二子玉川Pink noiseでのライブにTomoyaがサポートDr.として初参加。
- 12月16日 - 2ndミニアルバム『Keep it real』をリリース。
- 12月18日 - 新宿LOFTで初のワンマンライブを開催し、500人を集客する。

2007年
- 3月 - Tomoya（ドラムス）が正式加入。
- 4月25日 - 1stシングル『内秘心書』をリリースし、A-Sketchよりメジャーデビュー。
- 6月12日 - 代官山UNITにて自主企画イベント「マージナルマンVol.0」を開催。
- 7月25日 - 2ndシングル『努努-ゆめゆめ-』をリリース。
- 8月4日 - 10月21日、初の東名阪イベントツアー、初の地方ライブツアーを敢行。
- 10月24日 - 3rdシングル『エトセトラ』をリリース。
- 11月21日 - 1stアルバム『ゼイタクビョウ』をリリース。収録曲の「A new one for all, All for the new one」は、メジャーデビューシングル「内秘心書」発売日に死去したディレクター、中村新一にむけて作られた楽曲。

2008年
- 3月19日 - 1stDVD『世の中シュレッダー』をリリース。
- 5月28日 - 2ndアルバム『BEAM OF LIGHT』をリリース。
- 11月12日 - 3rdアルバム『感情エフェクト』をリリース。

2009年
- 4月5日 - Alexが迷惑防止条例違反で逮捕される（後に不起訴となり示談成立）。これによりバンド活動は一時休止し、全国ツアーも中断となった。
- 5月13日 - 本人とメンバーでの話し合いの結果、Alexが脱退し、残りのメンバー4人でバンドを継続することを発表。
- 9月5日 - 5か月間の活動休止を経て、ツアー再開をもってバンド活動を再始動する。

2010年
- 2月3日 - 4thシングル『完全感覚Dreamer』をリリース。初のオリコン週間チャートトップ10入りを果たす。
- 6月9日 - 4thアルバム『Nicheシンドローム』リリース。
- 11月28日 - キャリア初となる日本武道館でのワンマンライブを行う。

2011年
- 10月5日 - 5thアルバム『残響リファレンス』をリリース。オリコン週間チャートで2位を記録する。

2012年
- 1月21日・22日 - 横浜アリーナにて2日間に渡るライブを開催、のべ約24000人を動員した。

2013年
- 3月6日 - 6thアルバム『人生×僕=』をリリースし、過去最大規模となる全国6か所11公演の10万人を動員するアリーナツアーを開催。
- 3月15日 - 2011年にリリースされたシンプル・プランのシングル曲「Summer Paradise (Feat. Taka From One Ok Rock)」に、Takaが参加。
- 4月1日 - USTREAMでフォール・アウト・ボーイと対談が実現。
- 5月5日 - Taka が MTVの『 ONE on ONE with Rolling Stone』番組企画でトゥエンティ・ワン・パイロッツの二人と対談。
- 10月23日 - この日から、ヨーロッパ・アジア11カ国12ヶ所での単独公演『"Who are you??Who are we??" TOUR』を開催。
- 12月9日.16日 - スペースシャワーTVの洋楽プログラム『INTERNATIONAL FLASH』にてアヴリル・ラヴィーンとの対談が2週にわたってオンエア。

2014年
- 2月 - ロサンゼルス・ニューヨーク公演を開催。
- 4月14日 - 「Ollie 05月号」誌上でSKRILLEXとTakaが対談。
- 5月 - ドキュメンタリー映画『FOOL COOL ROCK! ONE OK ROCK DOCUMENTARY FILM』を公開。
- 6月 - アメリカ最大級のサーキットフェスWarped Tourに参加。
- 7月30日 - 9thシングル『Mighty Long Fall/Decision』をリリース。
- 9月13日・14日 - 『ONE OK ROCK 2014 "Mighty Long Fall at Yokohama Stadium"』を開催、2日間で約6万人を動員する。
- 10月29日 - 12月21日 - 『ONE OK ROCK 2014 South America & Europe Tour』開催。南米5か国とヨーロッパ（10か国、全20会場20公演）を遂行した。

2015年
- 2月11日 - 7thアルバム『35xxxv』をリリース。オリコン週間チャートでCDとしては初の1位を、World Music Awardsで初登場4位を記録した。
- 5月9日 - 7月12日 - 「ONE OK ROCK 2015 “35xxxv” JAPAN TOUR」を開催。9月12・13日、幕張メッセにて追加公演を行う。
- 7月8日 - アメリカのワーナー・ブラザース・レコードと契約。
- 9月25日 - 『35xxxv Deluxe Edition』を北米でリリース。
- 10月23日 - アルバム『Nicheシンドローム』が、200週目のチャートインを達成。

2016年

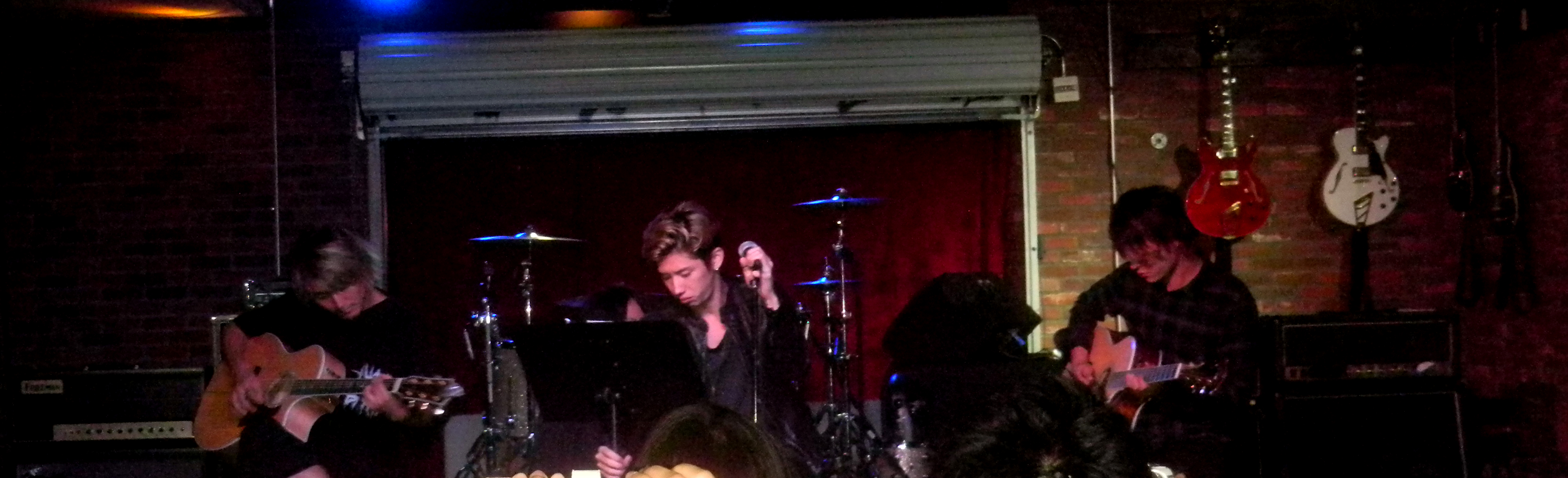
2015年。ラッキーストライクでのライブ

- 1月12日 - 2015年年末からNTTドコモ iPhone 6sのCMソングに起用された影響で、アルバム『Nicheシンドローム』に収録されている「Wherever You Are」が、発売後5年半目にして初めてiTunesトップソングランキングの1位を記録した。
- 6月23日 - Takaがアデル「Hello」、元ワン・ダイレクションのゼイン・マリク「Pillowtalk」のカバーVideoを公開。
- 7月6日 - TakaがAimerのシングル「insane dream」で楽曲提供のほか、初の外部プロデュース。
- 9月10日・11日 - 静岡にて、2日間で11万人規模となる野外ライブ 「ONE OK ROCK 2016 SPECIAL LIVE IN NAGISAEN」を開催。
- 9月10日 - 昨年契約したワーナー・ブラザース・レコードからその傘下のフュエルド・バイ・ラーメンに移籍、9月16日に新曲「Taking Off」を世界同時デジタルリリース。
- 9月22日 - Sum 41のNewシングル のjapanese ver.「War」にTakaがゲスト参加。
- 11月13日 - NHKが、ONE OK ROCKと1,000人の18歳世代（17 - 19歳）が一緒にひとつのステージを作り上げる「18祭（フェス）」を開催。反響が大きかったことから、翌年以降も影響力のあるアーティストを擁して継続される企画となった。

2017年

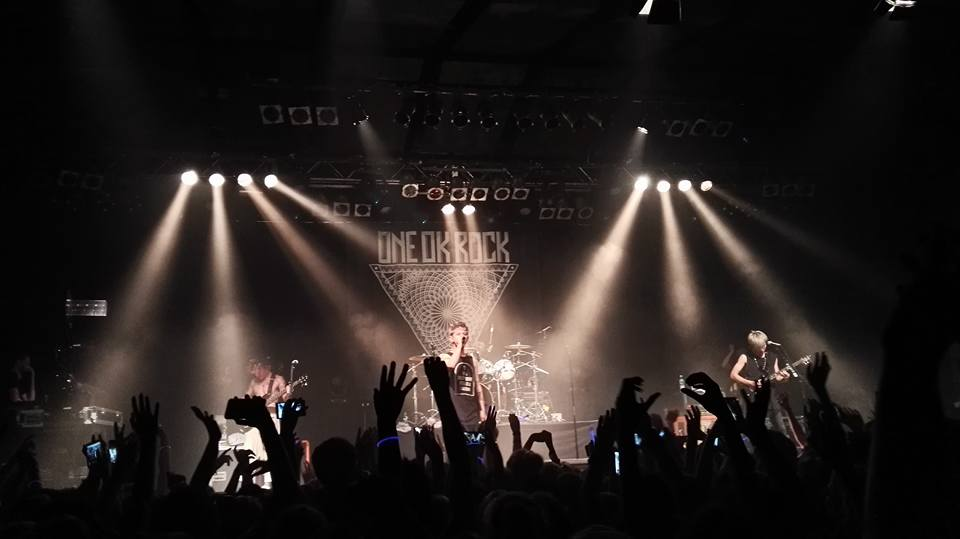
2016年のライブ

- 1月9日 - NHK総合で『ONE OK ROCK18祭（フェス）』が放送され、地上波テレビ初出演となった。
- 1月13日 - 海外版『Ambitions』が米国ビルボード・チャートのダウンロード含むセールスとストリーミングを合計したアルバム総合チャートBillboard 200で106位。ダウンロード・アルバム・チャートDIGITAL ALBUMSでは19位、HARD ROCK ALBUMSでは2位を記録した。また、日本でのランキングも、国内盤が1位、輸入盤が4位にランクインし、2作同時TOP5入り。同一アルバム作品の国内盤と輸入盤が同時にTOP5入りしたのは史上初となった。
- 4月8日 - 千葉幕張メッセで行われていたコンサート中、観客の集中と将棋倒しにより50人が熱中症や過呼吸を訴え、21人が病院に救急搬送される事態となった。
- 5月11日 - Spotifyにて国内アーティスト史上初の累計再生回数1億回を突破した。
- 5月15日 - スペースシャワーTVで放送されたLinkin Parkの特別番組に、Takaがゲスト出演、チェスター・ベニントン、マイク・シノダと対談。
- 7月20日 - Linkin Parkのボーカル・チェスター・ベニントンが急逝したことを受け、Linkin Park北米ツアーのうち、OAとして出演予定だった7月27日のマサチューセッツ州 Xfinity Centerから、8月5日のコネチカット州 Mohegan Sun Arenaまでの4公演、およびゲストとして出演予定だった11月2、4、5日の千葉・幕張メッセでの来日公演の全てが中止となった。
- 7月17日 - オハイオ州で開催される音楽誌『Alternative Press』主催のアワード「AP Music Awards 2017」の「Breakthrough Band」部門にノミネートされたほか、当日、ライブパフォーマーとして出演、「I was king」を演奏した。
- 10月27日-ロサンゼルスのハリウッド・ボウルで開催された「Linkin Park and Friends Celebrate Life in Honor of Chester Bennington」にTakaが出演、「Somewhere I Belong」を歌ってLinkin Parkのチェスター・ベニントンを追悼した。

2018年
- 1月18日 - Spotifyの2017年間ランキングで日本国内で最も再生されたアーティスト1位、海外で最も再生された国内アーティスト1位を獲得。
- 4月22日 - 2017年1月の『Ambitions』リリースから2018年4月まで、世界27か国、全99公演を敢行した「Ambitions Japan Tour」「AMBITIONS WORLD TOUR」また、その集大成となる自身初の4大ドームツアー「AMBITIONS JAPAN DOME TOUR」が終了。
- 5月15日 - ロスのフリーイベントIdentity LA 2018のマイク・シノダのステージにTakaがゲストで登場。Fort Minor 「Where'd You Go」と Linkin Park 「Waiting for the End」をマッシュアップしたパフォーマンスを披露した。
- 5月16日リリースの『ONE OK ROCK 2017 “Ambitions” JAPAN TOUR』で初のDVD・BDランキング同時首位を記録。合算売上としては3作連続、通算4度目の1位獲得。
- 8月 - バンド結成のきっかけであるRIZEと並び、ONE OK ROCKおよびTakaに多大な影響を及ぼしたとされるELLEGARDENの、10年振りの活動再開に深く関わったとして、3箇所で行われた全復活ライブにゲストアクトとして参加した
- 18日 - 大阪で行われたサマーソニックに参加し、マイク・シノダと共演し、「One Way Ticket」を披露した。
- 10月20日・21日 - さいたまスーパーアリーナ、および、10月30日・31日 - 大阪城ホールにて初の試みとなる『ONE OK ROCK with Orchestra Japan Tour 2018』を開催。
- AWAの2018年今年最も聴かれたアーティストで1位、最も再生された楽曲3位に「Wherever you are」が選出された。Spotifyの2018年間ランキングにおいても、2017年に引き続き、海外で最も再生された国内アーティスト1位を獲得。

2019年
- 2月13日、7枚目となるフルアルバム『Eye of the Storm』をリリース。通算3作目のオリコンチャートでの首位獲得を果たした。
- ボーカルのTakaと交友の深いアーティスト、エドシーランのワールドツアー『÷ Tour』のオープニングアクトとして出演する為に、2019年4月3日から5月3日までの全10回のアジアツアー終了まで同行している。
- 9月22日 - 2020年1月31日 - 「ONE OK ROCK 2019-2020 EYE OF THE STORM JAPAN TOUR」を行う。Takaの喉の不調により、11月13日のポートメッセなごや公演は中止となった。後日、2020年3月31日と4月1日に振替公演を行うことが発表された。

2020年
- 2月2日、coldrainが主催する「BLARE FEST. 2020」に出演。
- 3月14日、海外ドラマ 『Council of Dads』に「Wasted Nights」が起用された。
- 3月31日と4月1日に予定されていたポートメッセなごやでの振替公演が、新型コロナウィルスの影響により、中止することが発表された。
- 10月11日 - ZOZOマリンスタジアムにて初の試みであるオンラインライブ『ONE OK ROCK 2020 "Field of Wonder" at Stadium Live Streaming』を開催。

2021年
- 4月1日、所属していた事務所アミューズから独立し、チーフマネジャーが代表を務める、株式会社10969に所属となった。アミューズでマネジメントを担当していた社員が新会社に移っている。ファンクラブ業務、海外ツアーアレンジ、グッズ販売などのソリューション面ではアミューズが今後もサポートを続ける。
- 同月16日、映画『るろうに剣心 最終章 The Final』の主題歌『Renegades』を全ストリーミングサービスで配信開始。
- 同月22付、最新オリコンチャートにて、自身過去最高位の2位を上回り、初登場首位を獲得。(3.2万DL)
- 5月27日、初の試みであるYouTube Live Streamingを実施。メンバーそれぞれがリモートで参加し、生トーク、企画などが実施された。またメンバーによるサプライズ発表として、映画『るろうに剣心 最終章 The Beginning』の主題歌として起用の楽曲「Broken Heart of Gold」を発表。
- 7月19日、Spotifyにて日本人アーティスト初の10億回再生を突破。
- 7月22日-25日、山梨県にある河口湖ステラシアターにて、『"Day to Night Acoustic Sessions" at STELLAR THEATER』を開催。有観客ライブとしては約1年半ぶりのライブであり、初となる全編アコースティックスタイルでの開催となった。また、公演に来れない客に向けて有観客にて事前収録されたものを7月31日に特設サイトにて配信した。
- 10月22日、昨年10月11日に開催したZOZOマリンスタジアムでのオンラインライブで初披露された楽曲「Wonder」をリリース。

2022年
- 6月24日、「Wonder」以来約7か月ぶりとなる新曲「Save Yourself」をリリース。
- 9月9日、10枚目のフルアルバム『Luxury Disease』をリリース。4作連続で、オリコンチャート首位を獲得した。
- 9月19日 - 10月20日、「LUXURY DISEASE TOUR NORTH AMERICA 2022」を行う。サポートアクトにYou Me At Six、Fame On Fireを迎え、計23公演を敢行した。

2023年
- 1月28日 - 5月13日、「ONE OK ROCK 2023 LUXURY DISEASE JAPAN TOUR」を行う。自身初の札幌ドーム公演をファイナルに計6か所、11公演、約40万人を動員した。また、札幌公演では未発表曲「Forever us」を初披露した。
- 2月25日 - 3月19日、MUSE 「WILL OF THE PEOPLE WORLD TOUR 2023」のオープニングアクトとして、北米14公演を行った。
- 6月3日、「Global Livestream "LUXURY DISEASE JAPAN TOUR"」を実施。4月5日に行われた「ONE OK ROCK 2023 LUXURY DISEASE JAPAN TOUR」の東京公演2日目の模様を特設サイトにて配信した。
- 6月3日 - 7月22日、MUSE「WILL OF THE PEOPLE EUROPE TOUR 2023」のオープニングアクトとして、11公演を行った。
- 6月4日 - 7月21日、「LUXURY DISEASE TOUR EUROPE 2023」を開催。
- 8月25日、新曲「Make It Out Alive」をリリース。アプリゲーム「MONSTER HUNTER NOW」とのコラボ楽曲である。
- 11月14日、MY FIRST STORYとの対バンライブ『VS』を東京ドームにて開催。本公演では発売以来ライブでは全く演奏されていない、TakaがHiroに向けて書いた曲「Right by your side」が初披露された。またアンコールでは「Nobody's Home」をMY FIRST STORYと共に演奏した。

2024年
- 5月18・19・25日の3日間、対バンライブ「SUPER DRY SPECIAL LIVE Organized by ONE OK ROCK」を開催。WANIMA、Awich、Vaundyの3組と共演を果たした。
- 6月5日、「Wherever you are」がBillboard JAPANチャートにおけるストリーミング累計再生3億回を突破。
- 7月12日、映画『キングダム 大将軍の帰還』の主題歌である「Delusion:All」をリリース。同曲は、Billboard JAPANダウンロード・ソング・チャート“Download Songs”で、首位を記録した（1万900DL)
- 9月14日から味の素スタジアム（東京）2Daysを含む、自身最大規模のワールドツアー「ONE OK ROCK 2024 PREMONITION WORLD TOUR」を開催。
- 9月18日、「Stand Out Fit In」が、Billboard JAPANチャートにおけるストリーミングの累計再生回数1億回を突破した。
- 9月21日、台湾・高雄のKaohsiung National Stadiumにて、日本人アーティスト初となるライブを開催。
- 10月25日、「Dystopia」をリリース。日本テレビ系報道番組『news zero』の2024年度エンディングテーマに起用された。
- 11月15日、BTSのJINの1stアルバム「Happy」の収録曲「Falling」にTakaとToruがプロデュース。
- 12月6日、新曲｢＋Matter｣をリリース。
- 12月11日、「Neon」が、映画『ソニック×シャドウ TOKYO MISSION』全世界ハリウッド版本編の劇中歌として起用された。

2025年
- 1月20日、TBS日曜劇場ドラマ『御上先生』主題歌に「Puppets Can't Control You」が起用され、初回放送の中で音源が初公開された。
- 2月21日、11作目のフルアルバム『DETOX』をリリース。同日にアルバムのリリースと20周年を記念し、MIYASHITA PARKのジャック展開の展示会を期間限定で開催。さらに、ONE OK ROCKのYouTubeチャンネルにて「Tropical Therapy」のMVがプレミア公開された。
- 3月24日と25日、豊洲PITにてPRIMAL FOOTMARK 2024会員限定ライブを開催予定。
- 4月より約8年ぶりとなるラテンアメリカツアー「ONE OK ROCK DETOX Latin American Tour 2025」を開催予定。
- 5月より、最大規模となる「ONE OK ROCK DETOX North American Tour 2025」を開催予定。
- 7月11日、「LINKIN PARK:From Zero World Tour 2025」のフランス公演にて、オープニングアクトとして参加予定。
- 8月から9月にかけて、ドームとスタジアムを織り交ぜた、4か所7公演の「ONE OK ROCK DETOX JAPAN TOUR 2025」を開催予定。
- 10月からは、16都市を巡るヨーロッパツアー「ONE OK ROCK DETOX European Tour 2025」を開催予定

## ディスコグラフィ
「最高位」は、オリコンの各規格の週間ランキングに基づく。映像作品は総合ランキングとする。配信曲はiTunesの週間ランキングとする。海外盤はUSビルボードTOP200に基づく。

### シングル

#### CDシングル
|          | 発売日         | タイトル                                                                                     | 最高位 | 収録アルバム      |
| -------- | -------------- | -------------------------------------------------------------------------------------------- | ------ | ----------------- |
| 自主製作 | 2005年12月21日 | Do you know a Christmas? 1. もしも太陽がなくなったとしたら・・・ 2. Do you know a Christmas? |        | ONE OK ROCK       |
| 1st      | 2007年4月25日  | 内秘心書                                                                                     | 48     | ゼイタクビョウ    |
| 2nd      | 2007年7月25日  | 努努-ゆめゆめ-                                                                               | 43     | ゼイタクビョウ    |
| 3rd      | 2007年10月24日 | エトセトラ                                                                                   | 29     | ゼイタクビョウ    |
| 4th      | 2010年2月3日   | 完全感覚Dreamer                                                                              | 9      | Nicheシンドローム |
| 5th      | 2011年2月16日  | アンサイズニア                                                                               | 6      | 残響リファレンス  |
| 6th      | 2011年7月20日  | Re:make/NO SCARED                                                                            | 6      | 残響リファレンス  |
| 7th      | 2012年8月22日  | The Beginning                                                                                | 5      | 人生×僕=          |
| 8th      | 2013年1月9日   | Deeper Deeper/Nothing Helps                                                                  | 2      | 人生×僕=          |
| 9th      | 2014年7月30日  | Mighty Long Fall/Decision                                                                    | 2      | 35xxxv            |

#### 配信限定シングル
|      | 配信日         | タイトル                     | 備考 | 規格                   | 最高位 | 収録アルバム      |
| ---- | -------------- | ---------------------------- | --- | ---------------------- | ------ | ----------------- |
| 1st  | 2012年12月15日 | the same as...               | ショウゲート配給映画「グッモーエビアン!」主題歌 映画公開日の2012年12月15日にiTunes Storeにて一日限定配信 | デジタル・ダウンロード | 0      | 人生×僕=          |
| 2nd  | 2015年10月2日  | The Way Back –Japanese Ver.- | アルバム「35xxxv Deluxe Edition」収録曲の日本語バージョン                                                | デジタル・ダウンロード | 01     |                   |
| 3rd  | 2016年3月11日  | Always coming back           | docomoCMタイアップ曲。                                                                                   | デジタル・ダウンロード | 01     | Ambitions(日本版) |
| 4th  | 2016年9月16日  | Taking Off                   | ワーナー・ブラザーズ配給映画「ミュージアム」主題歌                                                       | デジタル・ダウンロード | 01     | Ambitions         |
| 5th  | 2018年2月16日  | Change                       | Honda企業広告「Go, Vantage Point.」第2弾CM「HondaJet」タイアップ曲                                       | デジタル・ダウンロード | 01     | Eye of the Storm  |
| 6th  | 2021年4月16日  | Renegades                    | 『るろうに剣心 最終章 The Final』主題歌                                                                  | デジタル・ダウンロード | 01     | Luxury Disease    |
| 7th  | 2021年5月28日  | Broken Heart of Gold         | 『るろうに剣心 最終章 The Beginning』主題歌                                                              | デジタル・ダウンロード | 05     | Luxury Disease    |
| 8th  | 2021年10月22日 | Wonder                       | 2020年開催「ONE OK ROCK2020“Field of Wonder”at Stadium Live Streaming」にて初披露                        | デジタル・ダウンロード | 0      | Luxury Disease    |
| 9th  | 2022年6月24日  | Save Yourself                | セイコー・プロスペックスのCMタイアップ曲。                                                               | デジタル・ダウンロード | 0 3    | Luxury Disease    |
| 10th | 2022年9月5日   | Vandalize (Sonic Frontiers)  | ソニックフロンティアのエンディングテーマソングに起用。アルバム収録版と歌詞が一部変更されている。         | デジタル・ダウンロード | 0      |                   |
| 11th | 2023年8月25日  | Make It Out Alive            | Monster Hunter Nowのタイアップ曲。                                                                       | デジタル・ダウンロード | 0      |                   |
| 12th | 2024年7月12日  | Delusion:All                 | 『キングダム 大将軍の帰還』主題歌                                                                        | デジタル・ダウンロード | 0      | DETOX             |
| 13th | 2024年10月25日 | Dystopia                     | 日テレ「news zero」EDテーマ                                                                              | デジタル・ダウンロード |        | DETOX             |
| 14th | 2024年12月6日  | ＋Matter                     | PREMONITION WORLD TOUR 2024にて新曲として披露された。                                                    | デジタル・ダウンロード |        | DETOX             |
| 15th | 2025年1月19日  | Puppets Can’t Control You    | TBSテレビ系日曜劇場「御上先生」主題歌                                                                    | デジタル・ダウンロード |        | DETOX             |

### アルバム

#### オリジナル・アルバム
|      | 発売日         | タイトル          | 最高位 |
| ---- | -------------- | ----------------- | ------ |
| 1st  | 2007年11月21日 | ゼイタクビョウ    | 15     |
| 2nd  | 2008年5月28日  | BEAM OF LIGHT     | 17     |
| 3rd  | 2008年11月12日 | 感情エフェクト    | 13     |
| 4th  | 2010年6月9日   | Nicheシンドローム | 4      |
| 5th  | 2011年10月5日  | 残響リファレンス  | 2      |
| 6th  | 2013年3月6日   | 人生×僕=          | 2      |
| 7th  | 2015年2月11日  | 35xxxv            | 1      |
| 8th  | 2017年1月11日  | Ambitions         | 1      |
| 9th  | 2019年2月13日  | Eye of the Storm  | 1      |
| 10th | 2022年9月9日   | Luxury Disease    | 1      |
| 11th | 2025年2月21日  | DETOX             | 2      |

#### ミニ・アルバム
発売当時所属のレーベルは「zumania」。いずれも現在は廃盤。
|     | 発売日         | タイトル     | 規格品番   | 収録曲                                                                                            | 備考                                                         |
| --- | -------------- | ------------ | ---------- | ------------------------------------------------------------------------------------------------- | ------------------------------------------------------------ |
| 1st | 2006年7月26日  | ONE OK ROCK  | AZCL-10003 | 1. もしも太陽がなくなったとしたら 2. 日常エボリューション 3. You've Broken My Heart 4. ROSE BLOOD |                                                              |
| 2nd | 2006年12月16日 | Keep it real | AZCL-10006 | 1. Keep it real 2. 辛い+一＝幸せ 3. P.P.S.H. 4. And I Know                                        | 最高102位（オリコン・シングル扱い） 登場回数10回（オリコン） |

#### 北米盤・アルバム
レーベルはワーナー・ブラザース・レコード。2枚目からフュエルド・バイ・ラーメン
|     | 発売日        | タイトル                                 | 最高位 日本 | 最高位 北米 |
| --- | ------------- | ---------------------------------------- | ----------- | ----------- |
| 1st | 2015年9月25日 | 35xxxv (Deluxe Edition)                  | 3           |             |
| 2nd | 2017年1月13日 | Ambitions (International Version)        | 3           | 106         |
| 3rd | 2019年2月15日 | Eye of the Storm (International Version) | 3           |             |
| 4th | 2022年9月9日  | Luxury Disease (International Version)   | 7           |             |
| 5th | 2025年2月21日 | DETOX (International Version)            |             |             |

### 映像作品
|      | 発売日         | タイトル                                                     | 規格 | 最高位 |
| ---- | -------------- | ------------------------------------------------------------ | ---- | ------ |
| 1st  | 2008年3月19日  | 世の中シュレッダー                                           | DVD  | 60     |
| 2nd  | 2011年2月16日  | THIS IS MY BUDOKAN?! 2010.11.28                              | DVD  | 2      |
| 3rd  | 2012年5月30日  | “残響リファレンス”TOUR in YOKOHAMA ARENA                     | DVD  | 3      |
| 3rd  | 2012年5月30日  | “残響リファレンス”TOUR in YOKOHAMA ARENA                     | BD   | 2      |
| 4th  | 2013年10月9日  | ONE OK ROCK 2013 “人生×君=”TOUR LIVE&FILM                    | DVD  | 1      |
| 4th  | 2013年10月9日  | ONE OK ROCK 2013 “人生×君=”TOUR LIVE&FILM                    | BD   | 2      |
| 5th  | 2014年11月12日 | FOOL COOL ROCK! ONE OK ROCK DOCUMENTARY FILM                 | DVD  | 1      |
| 5th  | 2014年11月12日 | FOOL COOL ROCK! ONE OK ROCK DOCUMENTARY FILM                 | BD   | 7      |
| 6th  | 2015年3月5日   | ONE OK ROCK 2014 "Mighty Long Fall at Yokohama Stadium"      | DVD  | 1      |
| 6th  | 2015年3月5日   | ONE OK ROCK 2014 "Mighty Long Fall at Yokohama Stadium"      | BD   | 2      |
| 7th  | 2016年4月6日   | ONE OK ROCK 2015 “35xxxv” JAPAN TOUR LIVE & DOCUMENTARY      | DVD  | 1      |
| 7th  | 2016年4月6日   | ONE OK ROCK 2015 “35xxxv” JAPAN TOUR LIVE & DOCUMENTARY      | BD   | 2      |
| 8th  | 2018年1月17日  | ONE OK ROCK 2016 SPECIAL LIVE IN NAGISAEN                    | DVD  | 2      |
| 8th  | 2018年1月17日  | ONE OK ROCK 2016 SPECIAL LIVE IN NAGISAEN                    | BD   | 1      |
| 9th  | 2018年5月16日  | ONE OK ROCK 2017 “Ambitions” JAPAN TOUR                      | DVD  | 1      |
| 9th  | 2018年5月16日  | ONE OK ROCK 2017 “Ambitions” JAPAN TOUR                      | BD   | 1      |
| 10th | 2019年8月21日  | ONE OK ROCK AMBITIONS JAPAN DOME TOUR 2018                   | DVD  | 1      |
| 10th | 2019年8月21日  | ONE OK ROCK AMBITIONS JAPAN DOME TOUR 2018                   | BD   | 1      |
| 11th | 2019年8月21日  | ONE OK ROCK with Orchestra Japan Tour 2018                   | DVD  | 1      |
| 11th | 2019年8月21日  | ONE OK ROCK with Orchestra Japan Tour 2018                   | BD   | 1      |
| 12th | 2020年10月28日 | ONE OK ROCK "EYE OF THE STORM" JAPAN TOUR                    | DVD  | 1      |
| 12th | 2020年10月28日 | ONE OK ROCK "EYE OF THE STORM" JAPAN TOUR                    | BD   | 1      |
| 13th | 2021年11月17日 | ONE OK ROCK 2020 “Field of Wonder” at Stadium Live Streaming | DVD  | 1      |
| 13th | 2021年11月17日 | ONE OK ROCK 2020 “Field of Wonder” at Stadium Live Streaming | BD   | 1      |
| 14th | 2022年4月20日  | "ONE OK ROCK 2021 Day to Night Acoustic Sessions"            | DVD  | 2      |
| 14th | 2022年4月20日  | "ONE OK ROCK 2021 Day to Night Acoustic Sessions"            | BD   | 2      |
| 15th | 2023年11月15日 | ONE OK ROCK 2023 LUXURY DISEASE JAPAN TOUR                   | DVD  | 1      |
| 15th | 2023年11月15日 | ONE OK ROCK 2023 LUXURY DISEASE JAPAN TOUR                   | BD   | 1      |
| 16th | 2025年4月30日  | ONE OK ROCK 2024 PREMONITION WORLD TOUR at AJINOMOTO STADIUM | DVD  |        |
| 16th | 2025年4月30日  | ONE OK ROCK 2024 PREMONITION WORLD TOUR at AJINOMOTO STADIUM | BD   |        |

### ミュージックビデオ
| 公開日 | 公開日   | タイトル                                            | リンク      | 備考 |
| 年     | 月日     | タイトル                                            | リンク      | 備考 |
| ------ | -------- | --------------------------------------------------- | ----------- | ---- |
| 2012年 | 4月9日   | NO SCARED                                           | [ 動画 1 ]  |      |
| 2012年 | 4月9日   | アンサイズニア                                      | [ 動画 2 ]  |      |
| 2012年 | 4月9日   | C.h.a.o.s.m.y.t.h.                                  | [ 動画 3 ]  |      |
| 2012年 | 4月9日   | Re:make                                             | [ 動画 4 ]  |      |
| 2012年 | 4月9日   | じぶんROCK                                          | [ 動画 5 ]  |      |
| 2012年 | 4月9日   | Liar                                                | [ 動画 6 ]  |      |
| 2012年 | 4月9日   | 完全感覚Dreamer                                     | [ 動画 7 ]  |      |
| 2012年 | 8月15日  | The Beginning                                       | [ 動画 8 ]  |      |
| 2013年 | 1月7日   | Deeper Deeper                                       | [ 動画 9 ]  |      |
| 2013年 | 2月25日  | Clock Strikes                                       | [ 動画 10 ] |      |
| 2013年 | 3月11日  | Be the light - English subtitles                    | [ 動画 11 ] |      |
| 2013年 | 3月11日  | Be the light                                        | [ 動画 12 ] |      |
| 2014年 | 7月23日  | Mighty Long Fall                                    | [ 動画 13 ] |      |
| 2015年 | 1月28日  | Cry out                                             | [ 動画 14 ] |      |
| 2015年 | 2月13日  | Heartache - Studio Jam Session                      | [ 動画 15 ] |      |
| 2015年 | 9月19日  | Last Dance                                          | [ 動画 16 ] |      |
| 2015年 | 10月5日  | The Way Back - Japanese Ver. -                      | [ 動画 17 ] |      |
| 2016年 | 12月1日  | Taking Off - Studio Jam Session                     | [ 動画 18 ] |      |
| 2017年 | 1月9日   | We are -Japanese Ver.-                              | [ 動画 19 ] |      |
| 2018年 | 6月20日  | Change -Japanese Ver.-                              | [ 動画 20 ] |      |
| 2018年 | 11月23日 | Stand Out Fit In                                    | [ 動画 21 ] |      |
| 2019年 | 2月1日   | Wasted Nights                                       | [ 動画 22 ] |      |
| 2021年 | 4月16日  | Renegades Japanese Version                          | [ 動画 23 ] |      |
| 2021年 | 8月13日  | Broken Heart of Gold Japanese Version               | [ 動画 24 ] |      |
| 2022年 | 6月24日  | Save Yourself Japanese Version                      | [ 動画 25 ] |      |
| 2022年 | 11月17日 | Vandalize (Sonic Frontiers)                         | [ 動画 26 ] |      |
| 2023年 | 8月29日  | Make It Out Alive                                   | [ 動画 27 ] |      |
| 2024年 | 7月12日  | Delusion:All                                        | [ 動画 28 ] |      |
| 2024年 | 11月13日 | Dystopia                                            | [ 動画 29 ] |      |
| 2024年 | 12月6日  | +Matter                                             | [ 動画 30 ] |      |
| 2025年 | 2月21日  | Tropical Therapy                                    | [ 動画 31 ] |      |
| 2025年 | 4月17日  | C.U.R.I.O.S.I.T.Y. feat. Paledusk and CHICO CARLITO | [ 動画 32 ] |      |

### TSUTAYAレンタル限定
- じぶんROCK from Nicheシンドローム（2010年4月28日）

### 発売中止になったCD
- Around ザ world 少年
Alexの不祥事を受け、発売中止。連続ドラマ「ゴッドハンド輝」(TBS)の主題歌に起用される予定だったが、別の曲に差し替えられる。現在まで音源化されていない。
- 「」
「ONE OK ROCK 2009“Emotion Effect”TOUR」会場限定CDに収録されていたタイトルのつけられていない未発表ライブ音源。曲のタイトルは、CD購入者から候補を募り、決める予定だった[85]。ツアー中止を受け、販売中止。それに伴い、タイトル募集も打ち切られた。活動再開後、5枚目アルバム『残響リファレンス』に、スタジオレコーディングされ「キミシダイ列車」として収録された。

### 参加作品

#### 参加作品（グループ）
| 年   | 発売日  | タイトル                            | アーティスト                                           | 備考                                                                                    |
| ---- | ------- | ----------------------------------- | ------------------------------------------------------ | --------------------------------------------------------------------------------------- |
| 2011 | 5月25日 | Let's try again                     | チーム・アミューズ!!                                   | 所属事務所によるチャリティーソングにONE OK ROCKとして参加。                             |
| 2011 | 8月30日 | GAME OVER                           | Pay money To my Pain/ ONE OK ROCK                      | 「20110830PTPOORLIVE」にて演奏された2バンドの共作オリジナル楽曲。音源化はされていない。 |
| 2011 | 5月23日 | ROCK ON ROCK                        | DJ片平実 / 全28アーティストの楽曲を収録                | ONE OK ROCKは「アンサイズニア」で参加。                                                 |
| 2016 | 10月号  | ROCKSOUND presents The Black Parade | マイ・ケミカル・ロマンス10周年記念トリビュートアルバム | 英ロックサウンド誌の付録企画にONE OK ROCKとして「The End.」のカバーで参加。             |

#### 参加作品（メンバー）
| 年   | 発売日 | タイトル         | アーティスト | 備考                                                           |
| ---- | ------ | ---------------- | ------------ | -------------------------------------------------------------- |
| 2017 | 6月6日 | 戦いは終わらない | 阿部真央     | 「How are you?」「for you」の2曲にドラマーとしてTomoyaが参加。 |

### 楽曲以外の参加作品
- Honda「Go, Vantage Point.」シリーズ（2017年7月 - 2019年）

## タイアップ一覧
| 起用年 | 曲名                       | タイアップ                                                                                         |
| ------ | -------------------------- | -------------------------------------------------------------------------------------------------- |
| 2007年 | 内秘心書                   | 中京テレビ・日本テレビ系『スーパーチャンプル』2007年5月度エンディングテーマ                        |
| 2007年 | 内秘心書                   | 中京テレビ・日本テレビ系『いただきマッスル!』2007年5月度エンディングテーマ                         |
| 2007年 | 努努-ゆめゆめ-             | ABCテレビ『ミューパラ特区』2007年7・8月オープニングテーマ                                          |
| 2007年 | 努努-ゆめゆめ-             | JFN3局（FM福岡・FM佐賀・FM長崎）『Coca-Cola Station〜Groove&Vibes〜』2007年7月度エンディングテーマ |
| 2007年 | エトセトラ                 | 中京テレビ・日本テレビ系『スーパーチャンプル』2007年10月度エンディングテーマ                       |
| 2008年 | 恋ノアイボウ心ノクピド     | TBS系『あらびき団』2008年10・11月度エンディングテーマ                                              |
| 2008年 | 恋ノアイボウ心ノクピド     | 岩手めんこいテレビ制作全国32局ネット『Break Point!』2008年11月度エンディングテーマ                 |
| 2009年 | Around ザ world 少年       | TBS系土8ドラマ『ゴッドハンド輝』主題歌（中止）                                                     |
| 2010年 | 完全感覚Dreamer            | TBS系『あらびき団』2010年2・3月度エンディングテーマ                                                |
| 2010年 | じぶんROCK                 | 北海道テレビ『NO MATTER BOARD（'10-'11シーズン）』2010年11月度オープニングテーマ                   |
| 2011年 | アンサイズニア             | テレビ東京系『JAPAN COUNTDOWN』2011年2月度エンディングテーマ                                       |
| 2011年 | アンサイズニア             | 北海道テレビ『NO MATTER BOARD（'10-'11シーズン）』2011年2月度オープニングテーマ                    |
| 2011年 | Re:make                    | レコチョク TV-CMソング                                                                             |
| 2011年 | NO SCARED                  | イメージエポック ゲームソフト『ブラック★ロックシューター THE GAME』テーマソング                    |
| 2011年 | C.h.a.o.s.m.y.t.h.         | レコチョク TV-CMソング                                                                             |
| 2011年 | C.h.a.o.s.m.y.t.h.         | 北海道テレビ『NO MATTER BOARD（'11-'12シーズン）』2011年10月度エンディングテーマ                   |
| 2012年 | The Beginning              | ワーナー・ブラザース映画配給映画『るろうに剣心』主題歌                                             |
| 2012年 | LOST AND FOUND             | ディーライツ配給映画『ミロクローゼ』主題歌                                                         |
| 2012年 | the same as...             | ショウゲート配給映画『グッモーエビアン！』主題歌                                                   |
| 2013年 | Deeper Deeper              | スズキ「スイフト スポーツ」CMソング                                                                |
| 2013年 | Nothing Helps              | カプコン ゲームソフト『DmC Devil May Cry』イメージソング                                           |
| 2013年 | Be the light               | 東映配給映画『キャプテンハーロック -SPACE PIRATE CAPTAIN HARLOCK-』主題歌                          |
| 2013年 | Liar                       | ユービーアイソフト ゲームソフト『Rocksmith 2014』第5弾ダウンロードコンテンツ配信曲                 |
| 2013年 | NO SCARED                  | ユービーアイソフト ゲームソフト『Rocksmith 2014』第5弾ダウンロードコンテンツ配信曲                 |
| 2014年 | Clock Strikes              | セガ ゲームソフト『龍が如く 維新！』主題歌                                                         |
| 2014年 | Decision                   | 日活配給映画『FOOL COOL ROCK! ONE OK ROCK DOCUMENTARY FILM』主題歌                                 |
| 2014年 | Mighty Long Fall           | ワーナー・ブラザース映画配給映画『るろうに剣心 京都大火編』主題歌                                  |
| 2014年 | Heartache                  | ワーナー・ブラザース映画配給映画『るろうに剣心 伝説の最期編』主題歌                                |
| 2015年 | Cry out                    | J-WAVE『J-WAVE SPECIAL SUPER BOWL XLIX RADIO supported by Audi』テーマソング                       |
| 2015年 | Cry out                    | NTTドコモ iPhone「感情のすべて/男女篇」CMソング                                                    |
| 2015年 | Take me to the top         | NHK『ラグビーワールドカップ2015』イメージソング                                                    |
| 2015年 | Wherever you are           | NTTドコモ iPhone「家族篇」CMソング                                                                 |
| 2016年 | Always coming back         | NTTドコモ iPhone「感情の全ての仲間篇」CMソング                                                     |
| 2016年 | Taking Off                 | ワーナー・ブラザース映画配給映画『ミュージアム』主題歌                                             |
| 2016年 | We are                     | NHK『18祭』パフォーマンスソング                                                                    |
| 2017年 | We are                     | NHK サッカー放送テーマソング                                                                       |
| 2017年 | Take what you want         | Honda「ONE OK ROCK×Honda CIVIC Go, Vantage Point.」篇 第1弾CMソング                                |
| 2018年 | Change                     | Honda「ONE OK ROCK×Honda Jet Go, Vantage Point.」篇 第2弾CMソング                                  |
| 2018年 | Stand Out Fit In           | Honda「ONE OK ROCK×Honda Bike Go, Vantage Point.」篇 第3弾CMソング                                 |
| 2019年 | Eye of the Storm           | YouTube Music Premium CMソング                                                                     |
| 2019年 | In the Stars (feat.Kiiara) | 東宝配給映画『フォルトゥナの瞳』主題歌                                                             |
| 2019年 | Wasted Nights              | 東宝 / ソニー・ピクチャーズ エンタテインメント配給映画『キングダム』主題歌                         |
| 2019年 | Head High                  | Honda「ONE OK ROCK×Power Products Go, Vantage Point.」篇 第4弾CMソング                             |
| 2021年 | We are                     | JERA「ゼロエミッション 2050」「NEW WORLD. NEW ENERGY.」CMソング                                    |
| 2021年 | Renegades                  | ワーナー・ブラザース映画配給映画『るろうに剣心 最終章 The Final』主題歌                            |
| 2021年 | Broken Heart of Gold       | ワーナー・ブラザース映画配給映画『るろうに剣心 最終章 The Beginning』主題歌                        |
| 2022年 | Wonder                     | アサヒビール「アサヒスーパードライ（新スーパードライ、始まる篇）」CMソング                         |
| 2022年 | Save Yourself              | セイコー・プロスペックス「SHO-TIME」篇CMソング                                                     |
| 2022年 | Vandalize                  | セガ ゲームソフト『ソニックフロンティア』エンディングテーマ                                        |
| 2023年 | Make It Out Alive          | スマートフォン向けアプリ『モンスターハンター Now』タイアップ楽曲                                   |
| 2023年 | Prove                      | テレビ東京系アニメ『BEYBLADE X』オープニングテーマ                                                 |
| 2024年 | Dystopia                   | 日本テレビ系『news zero』2024年度テーマ曲                                                          |
| 2024年 | Delusion:All               | 東宝 / ソニー・ピクチャーズ エンタテインメント配給映画『キングダム 大将軍の帰還』主題歌            |
| 2024年 | Neon                       | 映画『ソニック×シャドウ TOKYO MISSION』劇中歌                                                      |
| 2025年 | +Matter                    | アサヒビール「アサヒスーパードライ」CMソング                                                       |
| 2025年 | Puppets Can't Control You  | TBS系日曜劇場『御上先生』主題歌                                                                    |

## 受賞歴
2012年
- MTV Video Music Awards Japan2012・最優秀ロックビデオ賞「アンサイズニア」

2013年
- MTV Video Music Awards Japan2013・最優秀ロックビデオ賞「The Beginning」
- MTV Video Music Awards Japan2013・最優秀映画ビデオ賞「The Beginning」

2014年
- MTV Video Music Awards Japan2014・最優秀ロックビデオ賞「Be the light」
- 第6回CDショップ大賞2014・入賞『人生×僕=』

2016年
- SPACE SHOWER MUSIC AWARDS・BEST ACTIVE OVERSEAS（もっとも海外で活躍したアーティストに授与される賞）
- MTVヨーロッパ・ミュージック・アワード ベストジャパンアクト受賞
- クラシックロックアワード 2016にてEASTERN BREAKTHROUGH BAND(アジアを代表し、将来クラシック・ロックになりうるバンドに贈られる賞)を受賞

2017年
- イギリスの雑誌『ROCK SOUND』が実施した初の「ROCK SOUND AWARDS」にて、「Best International Band」を受賞

2018年
- SPACE SHOWER MUSIC AWARDS・BEST GROUP ARTIST（最も活躍したグループアーティストに授与される賞）および
- SPACE SHOWER MUSIC AWARDS・BEST ACTIVE OVERSEAS（最も海外で活躍したアーティストに授与される賞）の二冠を受賞
- 第4回ブライダルミュージックアワードで 「Wherever you are」がミュージック賞受賞 
- 「ROCK SOUND AWARDS」2018でBest Live Performance (最も優れたライブパフォーマンス）受賞

2019年
- MTV Video Music Awards Japan2019・最優秀アーティスト賞

2020年
- SPACE SHOWER MUSIC AWARDS・BEST GROUP ARTIST（最も活躍したグループアーティストに授与される賞）および
- SPACE SHOWER MUSIC AWARDS・ARTIST OF THE YEAR（2019年を代表する最優秀アーティストに授与される最高賞）の二冠を受賞

2025年
- 第123回ザテレビジョンドラマアカデミー賞・ドラマソング賞 「Puppets Can't Control You」

## 主な出演フェス・イベント

### 自主企画
※特筆ない限りライブ・ツアー
| 年        | 日程                     | タイトル                                                             | 規模                 | 備考 |
| --------- | ------------------------ | -------------------------------------------------------------------- | -------------------- | --- |
| 2006      | 12月18日                 | ONE OK ROCK新宿LOFT                                                  | 1会場1公演           | 初のワンマンライブ |
| 2007      | 6月12日                  | マージナルマン vol.0                                                 | 1会場1公演           | イベント |
| 2007      | 8月7日 - 8月29日         | ONE OK ROCK【正夢のまた夢】ツアー '07                                | 9会場9公演           | [ 147 ] |
| 2007      | 12月19日 - 12月28日      | ONE OK ROCK 東名阪クアトロ“トロトロ”ツアー '07                       | 3会場3公演           | [ 注 3 ] |
| 2008      | 4月1日 - 4月30日         | ONE OK ROCK TOUR 2008 “WHAT TIME IS IT NOW?”                         | 8会場8公演           | [ 注 4 ] |
| 2008      | 7月5日 - 9月28日         | ONE OK ROCK LIVE TOUR 2008“BEAM OF LIGHT”                            | 21会場21公演         | |
| 2009      | 1月10日 - 7月4日（予定） | ONE OK ROCK 2009 “Emotion Effect” TOUR                               | 28会場31公演（予定） | 4月以降の公演中止 |
| 2009      | 9月5日 - 11月26日        | ONE OK ROCK 2009 "Overcome Emotion" TOUR                             | 22会場22公演         | 活動再開 |
| 2010      | 6月27日 - 12月21日       | “This is my own judgment” TOUR                                       | 23会場24公演         | 初の日本武道館公演を含む |
| 2011      | 4月25日 - 6月4日         | Answer is aLive TOUR                                                 | 9会場10公演          | |
| 2011-2012 | 11月4日 - 1月22日        | ONE OK ROCK 2011-2012“残響リファレンス”TOUR                          | 12会場16公演         | 初のアリーナ公演を含む |
| 2012      | 5月30日 - 6月30日        | “Start Walking The World”TOUR                                        | 5会場7公演           | 初の海外公演を含む |
| 2012      | 9月4日 - 11月16日        | “The Beginning”TOUR                                                  | 18会場25公演         | 海外公演を含む |
| 2013      | 5月11日 - 6月16日        | ONE OK ROCK 2013 “人生×君=”TOUR                                      | 6会場11公演          | 初のアリーナツアー |
| 2013      | 10月4日・5日・7日        | 東北ライブハウス大作戦 ACOUSTIC TOUR                                 | 3会場3公演           | 宮古・大船渡・石巻の各市でライブの他ボランティア活動に従事                                                                                      |
| 2013      | 10月23日 - 12月7日       | “Who are you??Who are we??” TOUR                                     | 12会場12公演         | 海外公演のみ |
| 2014      | 2月07・9日 - 5月14・17日 | ONE OK ROCK Live at Northern America 2014                            | 4会場4公演           | 初のアメリカ公演 |
| 2014      | 9月13日 - 9月14日        | ONE OK ROCK 2014 "Mighty Long Fall at Yokohama Stadium"              | 1会場2公演           | 初の野外スタジアム公演 |
| 2014      | 10月22日 - 10月23日      | 2014 US Live                                                         | 2会場2公演           | 海外公演のみ |
| 2014      | 10月29日 - 12月21日      | 2014 South America & Europe Tour                                     | 20会場20公演         | 海外公演のみ |
| 2015      | 5月9日 - 7月12日         | ONE OK ROCK 2015 “35xxxv” JAPAN TOUR                                 | 11会場22公演         | 全公演サポートゲストあり |
| 2015      | 9月12日 - 9月13日        | ONE OK ROCK 2015 “35xxxv” JAPAN TOUR追加公演                         | 1会場2公演           | 千葉／幕張メッセ |
| 2015      | 9月29日 - 11月13日       | ONE OK ROCK 2015 “35xxxv” NORTH AMERICAN TOUR                        | 28会場28公演         | |
| 2015      | 12月2日 - 12月22日       | ONE OK ROCK 2015 “35xxxv” EUROPE TOUR                                | 17会場17公演         | |
| 2016      | 1月14日 - 1月23日        | ONE OK ROCK 2016 “35xxxv” ASIA TOUR                                  | 5会場6公演           | [ 注 12 ] |
| 2016      | 5月31日 - 6月8日         | ONE OK ROCK 2016 “35xxxv”Europe TOUR                                 | 5会場5公演           | [ 注 13 ] |
| 2016      | 9月10日 - 9月11日        | ONE OK ROCK 2016 SPECIAL LIVE IN NAGISAEN                            | 1会場2公演           | 静岡県渚園にて2日間で11万人規模となる野外ライブ開催                                                                                             |
| 2016      | 11月19日                 | ONE OK ROCK 2016 Live in Korea                                       | 1会場1公演           | KBS Arena |
| 2016      | 11月22日                 | ONE OK ROCK 2016 Live in Shanghai                                    | 1会場1公演           | Mercedes Benz Arenaにて初の上海公演開催 |
| 2017      | 1月15日 - 1月24日        | ONE OK ROCK 2017 NORTH AMERICAN TOUR                                 | 6会場6公演           | [ 注 14 ] |
| 2017      | 2月18日 - 5月17日        | ONE OK ROCK 2017 “Ambitions” JAPAN TOUR                              | 16会場32公演         | 各公演にスペシャルゲスト有り |
| 2017      | 7月6日 - 8月19日         | ONE OK ROCK 2017 “Ambitions” WORLD TOUR North America                | 27会場29公演         | 北米27都市 w/Set it Off, Palisades |
| 2017      | 8月29日 - 8月30日        | ONE OK ROCK 2017 “Ambitions” WORLD TOUR Russia                       | 2会場2公演           | ロシア2都市 |
| 2017      | 9月27日 - 10月3日        | ONE OK ROCK 2017 “Ambitions” WORLD TOUR South America                | 4会場4公演           | 南米4カ国 |
| 2017      | 10月6日 - 10月8日        | ONE OK ROCK 2017 “Ambitions” WORLD TOUR Australia                    | 3会場3公演           | オーストラリア3都市 |
| 2017      | 12月1日 - 12月22日       | ONE OK ROCK 2017 “Ambitions” WORLD TOUR Europe                       | 16会場16公演         | ユーロ12カ国 |
| 2018      | 1月18日 - 2月02日        | ONE OK ROCK AMBITIONS ASIA TOUR 2018                                 | 7会場7公演           | アジア７都市 |
| 2018      | 3月31日 - 4月22日        | ONE OK ROCK 2018 Ambitions Japan Dome Tour                           | 4会場8公演           | 初の国内４大都市ドームツアー |
| 2018      | 10月20日 - 10月31日      | ONE OK ROCK with Orchestra Japan Tour 2018                           | 2会場４公演          | 初のフルオーケストラツアー |
| 2018      | 12月5日 - 12月12日       | ONE OK ROCK EUROPEAN TOUR 2018                                       | ５会場５公演         | ユーロ４都市５会場 |
| 2019      | 2月19日 - 3月30日        | EYE OF THE STORM NORTH AMERICAN TOUR 2019                            | 25会場27公演         | 北米25都市 |
| 2019-2020 | 9月22日 - 1月30日        | ONE OK ROCK 2019-2020 EYE OF THE STORM JAPAN TOUR                    | 17会場33公演         | 11月13日の公演が中止となり、2020年3月31日と4月1日に振替公演を行う予定だったが、新型コロナウイルス(COVID-19)の影響により振替公演も中止となった。 |
| 2020      | 3月2日 - 3月10日         | ONE OK ROCK EYE OF THE STORM AUSTRALIA TOUR 2020                     | 4会場5公演           | |
| 2020      | 4月25日 - 6月7日         | ONE OK ROCK EYE OF THE STORM ASIA TOUR 2020 *公演延期*               | 7会場10公演          | 新型コロナウイルス感染拡大防止のため全公演が延期となった。                                                                                      |
| 2020      | 10月11日                 | ONE OK ROCK 2020 "Field of Wonder" at Stadium Live Streaming         | 1会場1公演           | ZOZOマリンスタジアムにて無観客の開催となった。                                                                                                  |
| 2021      | 7月22日 - 7月25日        | ONE OK ROCK 2021 "Day to Night Acoustic Sessions" at STELLAR THEATER | 1会場7公演           | 7月22日は夜公演のみ。7月23日〜25日は昼公演と夜公演の開催となった。                                                                              |
| 2022      | 9月19日 - 10月20日       | ONE OK ROCK LUXURY DISEASE TOUR NORTH AMERICAN 2022                  | 23会場23公演         | 約3年ぶりとなる北米ツアー。スペシャルゲストとしてYOU ME AT SIXとFAME ON FIREがツアーに同行する。                                                |
| 2023      | 1月28日 - 5月13日        | ONE OK ROCK 2023 LUXURY DISEASE JAPAN TOUR                           | 6会場11公演          | 初の6大ドームツアー |
| 2023      | 6月4日 - 7月21日         | LUXURY DISEASE TOUR EUROPE 2023                                      | 11会場11公演         | |
| 2023      | 9月16日 - 12月18日       | LUXURY DISEASE ASIA TOUR 2023                                        | 8会場9公演           | 10月7日の香港公演は台風14号(コイヌ)により中止。年内に再公演予定。                                                                               |
| 2024      | 9月14日 - 10月23日       | ONE OK ROCK PREMONITION WORLD TOUR 2024                              | 7会場8公演           | 東京・味の素スタジアム公演2Daysを含めた、過去最大規模となるワールドツアー                                                                       |
| 2025      | 3月24日 - 3月25日        | ONE OK ROCK 2025 PRIMAL FOOTMARK SPECIAL LIVE                        | 1会場2公演           | 初のPRIMAL FOOTMARK会員限定ライブ。 |
| 2025      | 4月5日 - 4月16日         | ONE OK ROCK DETOX Latin American Tour 2025                           | 5会場5公演           | 約7年半ぶりとなる南米ツアー。 |
| 2025      | 5月13日 - 6月7日         | ONE OK ROCK DETOX North American Tour 2025                           | 15会場16公演         | 約2年半ぶりとなる北米ツアー。 |
| 2025      | 8月16日 - 9月14日        | ONE OK ROCK DETOX JAPAN TOUR 2025                                    | 4会場7公演           | 初となるスタジアムツアー |

## 10969
株式会社10969（ワンオーナインシックスナイン、英：10969 INC.）は 日本の芸能事務所。2021年4月1日設立。

### 略歴
2021年3月16日に、3月末をもってのアミューズからの独立を表明したONE OK ROCKが、チームマネージャーを代表取締役として、同社からののれん分けにより、同年4月に設立。
アミューズでマネジメントを担当していた社員が新会社に移り、引き続きマネジメント業務を行っている。ファンクラブ業務、海外ツアーアレンジ、グッズ販売などのソリューション面で同社が今後もサポートを続けているという。